# Chromatica
Chromatica (от английски: „Хроматика“) е шестият студиен албум на американската певица Лейди Гага. По първоначален план, албумът трябваше да бъде издаден на 10 април 2020 г., но е забавен със седем седмици – до 29 май 2020 г., поради настъпилата междувременно пандемия от коронавирус.
Певицата описва албума като напомняне за нейната „безгранична любов към електронната музика“ и включва песни, дело на продуцентите БлъдПоп, Бърнс, Аксуел и Тчами. Проектът засяга теми като психичното здраве, изцеряващата сила на музиката и намирането на щастие след редица перипетии. Chromatica включва колаборации с Ариана Гранде, Блакпинк и Елтън Джон.
Първи сингъл от албума е песента Stupid Love, която е представена на 28 февруари 2020 г., заедно със съпътстващо музикално видео. Сингълът успява да се изкачи до петата позиция в официалния чарт на САЩ. На 22 май, седмица преди албума, е премиерата на парчето Rain on Me, обявено за втори сингъл.
Албумът намира място в редица класации за най-успешните музикални проекти на 2020 година. Номиниран е за награда „Грами“ в категорията за „Най-добър албум с поп вокали“. С продажби от 274 хиляди копия през първата си седмица, той става шестия пореден проект на Гага, дебютирал на челната позиция в американския чарт Billboard Hot 200. В Обединеното кралство, Chromatica също превзема класациите под номер 1, като, с 53 хиляди копия, генерира повече продажби от тези на останалите албуми в топ 10 сумирани. Британската фонографска индустрия отбелязва, че продажбите на касетки в страната се удвоява двойно през 2020, като най-продаваната е именно Chromatica.

## Концепция
Дискутирайки заглавието на албума, Лейди Гага описва Хроматика като място в ума ѝ, където всички цветове и звуци се сливат. Дистопични пейзажи от този свят са представени в музикалното видео към песента Stupid Love.
Преди представянето на официалната обложка на проекта, музикалните платформи споделят временна такава, изобразяваща символ на розов фон. По-късно Гага разкрива, че символът, явяващ се лого на албума, крие в себе си „синусова вълна, позната като математическия символ на звука“.
Официалната обложка е показана на 5 април 2020 г. На изображението, певицата е с розова коса, облечена в метална ризница и носи обувки, които вместо високи токове имат нож и бивник. Лейди Гага лежи върху метална решетка, осветена от розова неонова светлина, а върху Гага е изобразена същата синусова вълна от временната обложка, която я е притиснала като в капан.

## Музика и текстове
Значима тема за албума е способността да се усещаш щастлив, дори когато преминаваш през трудности и изпитваш тъга. Проектът е разделен на три сегмента и започва с аранжимент на струнни инструменти, наречен Chromatica I, който, според Гага, създава усещане за кино изживяване:
Началото на албума за мен символизира един вид началото на моето лековито пътуване и се надявам това да се превърне във вдъхновение за хора, които изпитват нужда да намерят лек чрез щастието, чрез танца. [...] Знам, че имам проблеми с психичното си здраве, знам, че понякога те ме карат да се усещам нефункционална като личност, но радикално приемам, че това е истината. Всички тези усещания са вплетени в този злокобен аранжимент, изпълнен с очакване за гибел – това ще бъде резултатът, ако се изправя срещу всичките си страхове.
Тематиката продължава и в следващата песен, озаглавена Alice (Алиса), в която присъства стихът „Не се казвам Алиса, но ще продължа да търся Страната на чудесата“, което показва, че певицата няма да се предаде, въпреки трудностите. В песента отново присъства въпроса за психичното здраве, като първият стих е „Ще ме измъкнеш ли жива от тук?“. Stupid Love („Глупава любов“) е денс проект и разказва за радостната глупост, която любовното чувство предизвиква.
Rain on Me („Излей го върху мен“) е с приповдигната продукция, вдъхновена от френската хаус музика, а стиховете ѝ разказват за необходимостта от упоритост, въпреки трудните моменти, пред които е изправен човек, и въвежда дъжда като метафора и на сълзите, и на алкохола, който човек би използвал, за да утеши болката. Free Woman („Свободна жена“) представя гледната точка на жените през 2020 година. Текстът поставя под въпрос нуждата от мъжка подкрепа в името на оцеляването и представя желанието на героинята да бъде свободна жена като по-висша ценност. Fun Tonight („Забавление довечера“) описва период от миналото на Гага, в който нейни близки са се опитвали да я направят щастлива, а тя е вярвала, че не е способна на щастие.
Песента 911 е вдъхновена от антипсихотика, предписан на певицата. Sine from Above („Звук от небесата“) коментира изцеряващата сила на музиката, а в последната песен, Babylon („Вавилон“) става въпрос за клюките и как те са контролирали живота на Гага и са я карали да се чувства окована.

## Издаване и реклама
На 12 март 2019 година, отвръщайки на слухове, че е бременна, Лейди Гага пише в своя Туитър акаунт: „Има слухове, че съм бременна? Да, бременна съм с #LG6“. Потребителите на социалната мрежа започват да спекулират, че е вероятно Гага да издаде дългоочаквания си шести студиен албум в рамките на идните девет месеца, тъй като толкова продължава бременността при човека. Повече от година след публикацията обаче, албумът не е издаден, потвърждавайки, че теорията е грешна.
Певицата обявява заглавието на проекта на 2 март 2020 г. и насрочва премиерата му за 10 април, като предоставя и връзка за предварителна поръчка. На 24 март обаче Гага използва профила си в Инстаграм, за да сподели, че издаването на албума ще бъде отложено поради пандемията от коронавирус. Междувременно, тя съсредоточава време и усилия в сътрудничеството си със Световната здравна организация, с която набират средства за справяне с пандемията.
Седмици по-късно е представена нова дата за издаването на албума – 29 май 2020 г.

### Сингли
- Stupid Love, издаден на 28 февруари 2020 г.

Пилотният сингъл от албума получава положителни отзиви от музикалните критици и се харесва на почитателите на певицата. Песента успява да се изкачи до петата позиция в официалните музикални класации на САЩ и Обединеното кралство. Видеото към парчето е режисирано от Даниел Аскил и е представено в същия ден, в който е издадена и песента. Официален ремикс от Витаклъб е издаден на 15 май 2020 г.
- Rain on Me с Ариана Гранде, издаден на 22 май 2020 г.

Вторият сингъл също получава позитивен отклик, като впечатление прави колко подходящо звучат гласовете на двете певици заедно. Режисьор на видеоклипа е Робърт Родригес, като то е представено няколко часа след песента.
- 911, издаден на 18 септември 2020 г.

Песента е представена като третия официален сингъл от албума в Италия. Премиерата на видеото, режисирано от Тарзем Синг, е на 18 септември 2020 г.
- Free Woman, издаден на 13 април 2021 г.

Като четвърти сингъл във Франция е издадена песента Free Woman.

### Промо сингли
- Sour Candy с BLACKPINK, издаден на 28 май 2020 г.

## Списък с песните

### Оригинален траклист
1. „Chromatica I“ – 1:00
2. „Alice“ – 2:57
3. „Stupid Love“ – 3:13
4. „Rain on Me“ (с Ариана Гранде) – 3:02
5. „Free Woman“ – 3:11
6. „Fun Tonight“ – 2:53
7. „Chromatica II“ – 0:41
8. „911“ – 2:52
9. „Plastic Doll“ – 3:41
10. „Sour Candy“ (с Блакпинк) – 2:37
11. „Enigma“ – 2:59
12. „Replay“ – 3:06
13. „Chromatica III“ – 0:27
14. „Sine from Above“ (с Елтън Джон) – 4:04
15. „1000 Doves“ – 3:35
16. „Babylon“ – 2:41

### Японско стандартно издание
1. „Stupid Love“ (Ellis Remix) – 3:34

### Японско tour издание
1. „Love Me Right“ – 2:51
2. „Hold My Hand“ – 3:45

### Target и интернационално делукс издание
1. „Love Me Right“ – 2:51
2. „1000 Doves“ (пиано демо) – 2:49
3. „Stupid Love“ (Vitaclub Warehouse Mix) – 3:41

### Японско делукс издание
1. „Stupid Love“ (Ellis Remix) – 3:34

### Box set издание
1. „Rain on Me“ (Purple Disco Machine remix) (с Ариана Гранде) – 6:34
2. „Free Woman“ (Honey Dijon realness remix)	– 6:46
3. „Rain on Me“ (Ralphi Rosario remix) (с Ариана Гранде) – 7:31

### Японско box set издание
1. „Stupid Love“ (Ellis Remix) – 3:34

### Японско box set и tour издание (Диск 2)
1. „Интервю“ – 16:47
2. „Stupid Love“ (видеоклип) – 3:38
3. „Stupid Love“ (създаване на клипа) – 6:37
4. „Rain on Me“ (видеоклип) (с Ариана Гранде) – 3:08
5. „Rain on Me“ (създаване на клипа) (с Ариана Гранде) – 4:41
6. „Sour Candy“ (текстово видео) (с Блакпинк) – 2:38
7. „911“ (кратък филм) – 4:43